# Социализация экономики
Социализа́ция эконо́мики (итал. Socializzazione dell'economia) — политика фашистской Итальянской социальной республики по обобществлению экономики, в ходе которой средства производства должны были передать из рук капиталистов в совместное управление работникам, нанятых компанией.

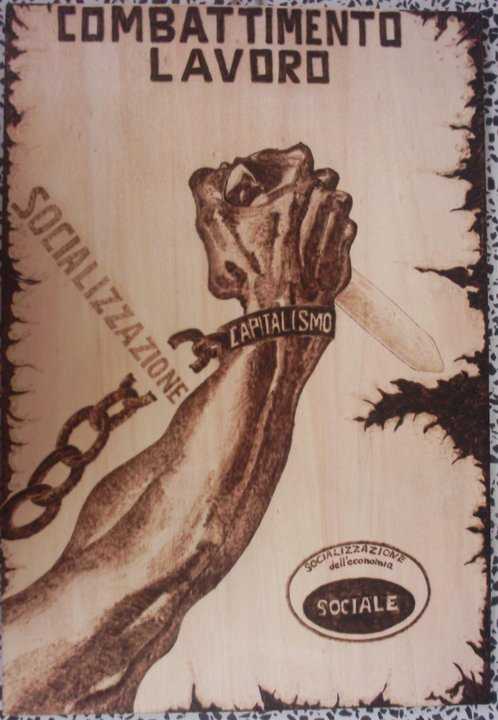
Плакат Итальянской социальной республики 1944 года

Законодательной основой для реализации это политики стал декрет «О социализации предприятий» от февраля 1944 года, а также различные нормативные акты, содержащиеся в проекте конституции Итальянской социальной республики конца 1943 года.

## История
Термин был введён в 1943 году для обозначения экономической доктрины, проводимой фашистами в рамках корпоративистской экономической системы Социальной республики, но отдельные элементы этой теории можно проследить в синдикалистской хартии Карнаро, обнародованной в Свободном городе Фиуме в 1920 году, в Хартии труда 1927 года и в идее корпоративной собственности, введённой фашистским интеллектуалом Уго Спирито в 1932 году, согласной которой управление предприятиями должны переходить к корпорациям, стремящимся найти баланс между двумя составляющими производства — трудом и капиталом.
В 1928 году Бенито Муссолини сказал следующее:
Как прошлый век видел капиталистическое хозяйство, так и нынешний век увидит корпоративное хозяйство... Капитал и труд должны встать на один уровень, люди и того и другого должны быть наделены равными правами и равными обязанностями
По замыслу её инициаторов, фашистская социализация должна была стать частью политики третьего пути по отношению к двум основным экономическим системам двадцатого века (капитализму и коммунизму) как в экономической, так и в социальной сфере.
Бывший коммунист Никола Бомбаччи участвовавший в разработке планов социализации, внёс в её проект значительный идейный вклад, от фабианства и гезеллианского дистрибутизма до, среди прочего, теорий украинского анархиста Нестора Ивановича Махно. Давний друг Бенито Муссолини, а также сторонник социалистических идеалов в фашизме, Бомбаччи участвовал в политикой жизни Итальянской социальной республики, не отрицая, однако, своих собственных коммунистических идеалов, но стремясь привести их в соответствие с фашистской социальной политикой.
В Веронском манифесте, провозглашая подчёркнуто социальный характер нового государства, фашисты призвали представителей рабочих и специалистов к сотрудничеству в управлении компаниями и в распределении их прибылей (ст. 12). Это развитие корпоративной экономики уже было упомянуто Муссолини в речи перед корпорациями 23 марта 1936 года:
Это конституционное преобразование огромного важного сектора нашей экономики будет осуществлено без спешки, спокойно, но с фашистской решимостью... В этой экономике рабочие станут — с равными правами и равными обязанностями — сотрудниками компании, как в качестве управленцев капиталом, так и технических руководителей.
Социализация экономики, наряду с двумя другими краеугольными камнями экономической идеологии фашизма — корпоративизмом и монетарным налогообложением — легли в качестве основы политической системы так называемой «органической демократии».

## Реализация
Данная экономическая теория была разработана и изложена в Веронском манифесте — документе, содержащем политическую программу Республиканской фашистской партии, вставшей во главе только что созданной Итальянской социальной республики. Манифест был представлен на конгрессе в Вероне 14 ноября 1943 года. До этого, по словам фашистов, принимавших участие в конгрессе, всякие попытки кардинальных реформ в итальянской экономической системе терпели крах перед лицом остракизма со стороны плутократических элементов во власти.
Муссолини 23 сентября 1943 года при формировании правительства учредил Министерство корпоративной экономики, назначив сначала министром Сильвио Гая, а с 1 января 1944 года Анджело Тарки. Именно последний ускорил составление декрета о социализации и стал из резиденции министерства в Бергамо руководить её реализацией.
Социализации предприятий, к которой национал-социалистическая Германия относилась с подозрением и бойкотировала, был дан старт специальным декретом, вступившим в силу в начале 1944 года Данный документ сосредотачивался, в основном, на формировании корпоративного Совета по управлению. Он, однако, мало применялся на практике и был не в состоянии возродить итальянское военное производство, строго контролируемое немецкими оккупационными властями и, в значительной степени, поглощённое ими.
20 июня 1944 года, спустя всего четыре месяца после публикации законодательного декрета, директор Фашистской федерации торговых служащих Ансельмо Ваккари рапортовал Муссолини следующее:
Массы отказываются получать от нас что-либо. Они говорят, что зло, которое мы им причиняли с 1940 года по сегодняшний день, перечёркивает всё то добро, что мы им даровали за предыдущие двадцать лет. Они верят, что товарищ Тольятти, который сегодня проповедует из Рима от имени Сталина, создаст им новую Страну Бенгоди
Спустя два месяца после речи Муссолини в декабре 1944 года, в фашистской партии выделилась Национал-социалистическая республиканская фракции во главе с Эдмондо Чионе, официально обозначившая социализацию компаний ещё более приоритетным вопросом.
Полное осуществление социализации было намечено на 25 апреля 1945 года. По иронии, 25 апреля 1945 года одним из первых политико-административных актов Комитета национального освобождения после разгрома фашистов в Северной Италии была именно отмена законодательного декрета о социализации, определённого им как попытка «запрячь рабочие массы оккупированной Италии на службу и сотрудничество с захватчиком».

## Содержание указа
Указ состоял из 46 статей, разделенных на 3 раздела:
| Раздел       | Заглавие                                               | Статьи  |
| Заглавие I   | О социализации компаний                                | 1 — 30  |
| ------------ | ------------------------------------------------------ | ------- |
| Раздел I     | Администрация социализированных предприятий            | 1 — 21  |
| Раздел II    | Ответственность руководителей предприятий и директоров | 22 — 30 |
| Заглавие II  | О переходе предприятий к государству                   | 31 — 43 |
| Заглавие III | Определение и распределение прибыли                    | 44 — 46 |

Эти положения касались частных компаний, на 1 января 1944 года имевших капитал не менее одного миллиона лир или насчитывавших не менее 100 сотрудников (ст. 1). В качестве юридических лиц были обозначены: глава предприятия, совет директоров, ревизионная комиссия. (ст. 2).
Характерными чертами социализации были:
- избрание членов коллективных советов полностью или частично из работников предприятия (ст. 3 — 5);
- избрание главы предприятия внутренним собранием (ст. 9) или назначение указом министра корпоративной экономики, в случае если предприятие носит государственный или общественный характера (статья 13);
- ответственность руководителя предприятия перед государством за эффективность производства (ст. 22/27);
- национализация предприятий в секторах, считающихся стратегическими (ст. 31);
- создание Министерства управления и финансирования для контроля и корректировки направления производства в различных секторах (ст. 37);
- распределение части прибыли между всеми работниками предприятия, и перечисление другой части в Министерство управления и финансирования (ст. 46).